# Hippotragini
Hippotragini é uma tribo de bovídeos da subfamília Antilopinae, que se divide em 3 gêneros. Inclui o adax, as palancas e os órix.

## Classificação
A tribo Hippotragini divide-se em 3 gêneros e 8 espécies, incluindo uma extinta recentemente.
- Gênero Addax
  - Addax nasomaculatus — Adax
- Gênero Hippotragus
  - Hippotragus equinus — Palanca-vermelha
  - †Hippotragus leucophaeus — Palanca-azul
  - Hippotragus niger — Palanca-negra
- Gênero Oryx
  - Oryx beisa — Órix-beisa
  - Oryx dammah — Órix-cimitarra
  - Oryx gazella — Órix-do-cabo
  - Oryx leucoryx — Órix-da-arábia